# Rudolfshütte
Rudolfshütte – hotel górski, dawniej schronisko górskie w Austrii, w Parku Narodowym Wysokich Taurów (Alpy Centralne), pod szczytem Hinterer Schafbichl (2348 m n.p.m.) i nad jeziorem Weißsee, około 30 kilometrów na południowy zachód od Zell am See. Obiekt stoi na wysokości 2300 m (lub 2315 m) n.p.m. i jest dawnym schroniskiem Oddziału Austria Österreichischer Alpenverein, a obecnie pozostaje hotelem górskim, który jest nadal używany jako baza alpejska dla turystów i alpinistów.

## Historia
Pierwsza chata, zbudowana z kamieni, została uruchomiona 7 września 1873 nad jeziorem Weißsee. 25 sierpnia 1875 obiekt poświęcono 15-letniemu wówczas księciu Rudolfowi Habsburgowi i oficjalnie otwarto. Miał 38 metrów kwadratowych, ale po pierwszej przebudowie powierzchnia wzrosła do 72 metrów kwadratowych. Ze względu na spiętrzenie Weißensee stary budynek został zalany wodami jeziora, co spowodowało konieczność wzniesienia nowego obiektu. Wmurowanie kamienia węgielnego nastąpiło w sierpniu 1978, a otwarcie w grudniu 1979. Uroczystości przewodził Rudolf Kirchschläger, prezydent Austrii. Hotel nosił nazwę „Alpine Center Hohe Tauern-Rudolfshütte” i był krytykowany za wystawny, hotelowy charakter (jest tu m.in. kryty basen). Od 1982 jest ośrodkiem badań wysokogórskich Uniwersytetu w Salzburgu, a także stacją meteorologiczną i klimatyczną austriackiego Centralnego Instytutu Meteorologii. Z czasem budynek został sprzedany prywatnemu operatorowi.

## Dojazd
Doi schroniska prowadzi linia kolei gondolowej z doliny Stubachtal.

## Galeria

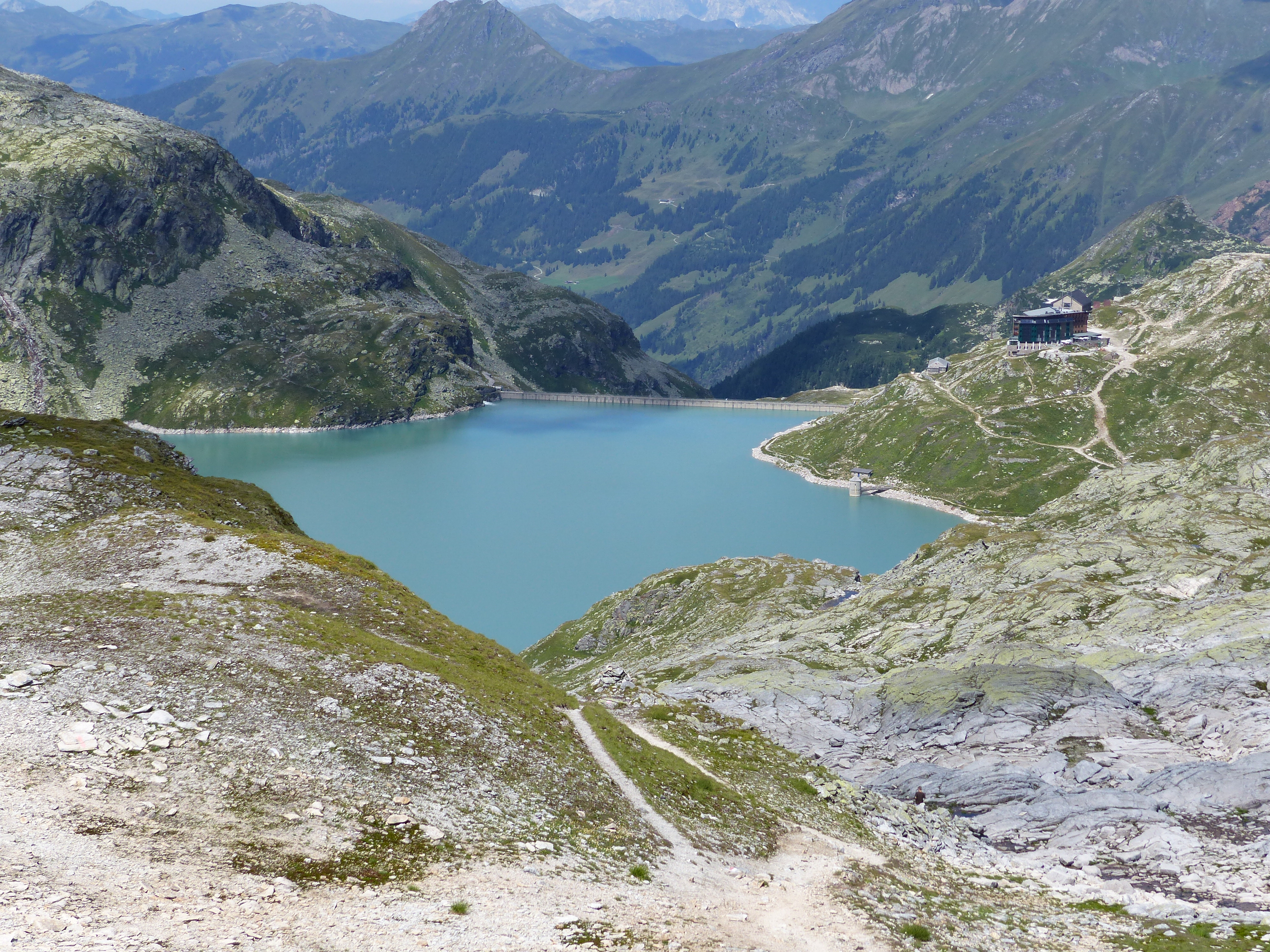
Szerokie otoczenie obiektu
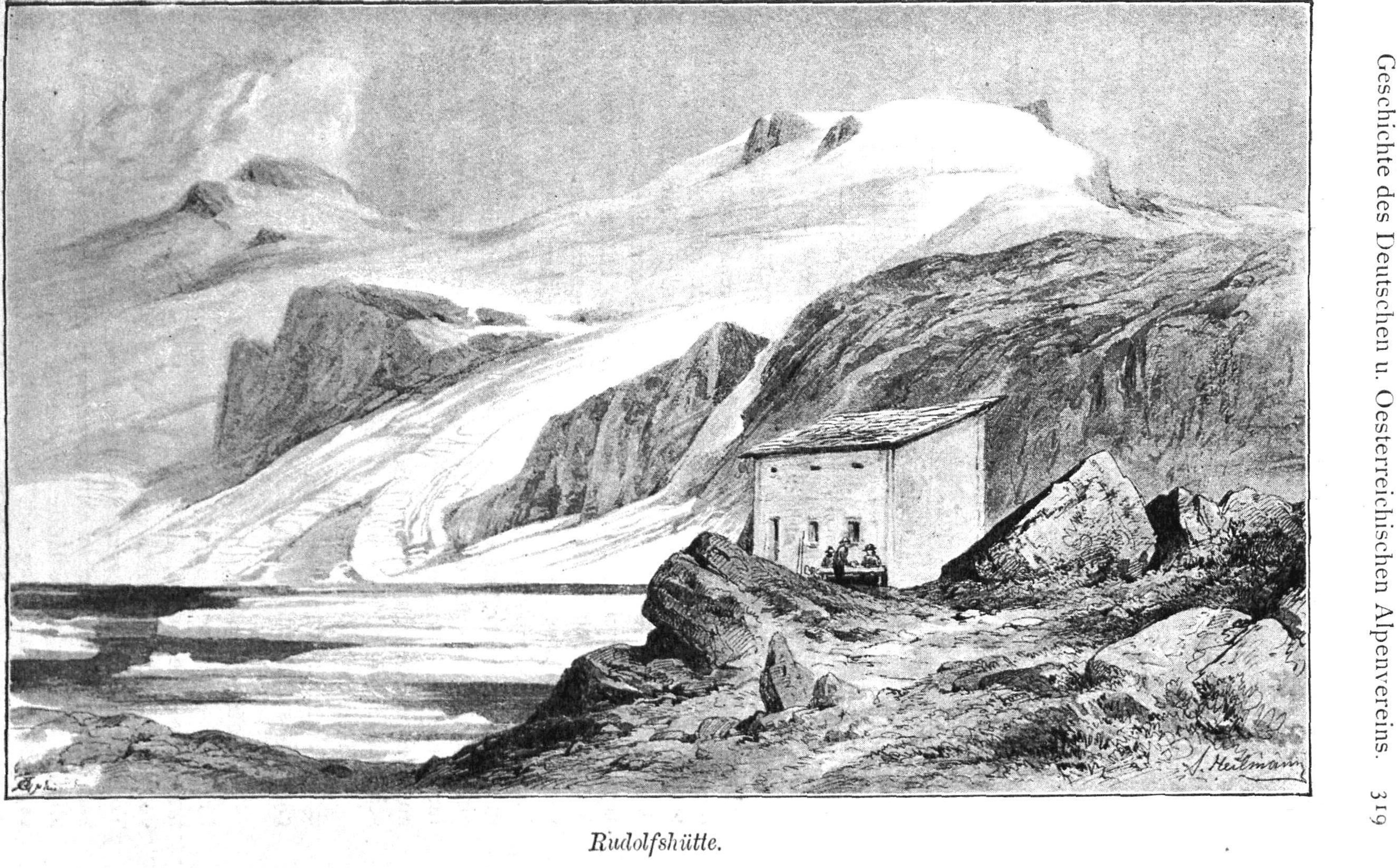
Stare schronisko (1894)
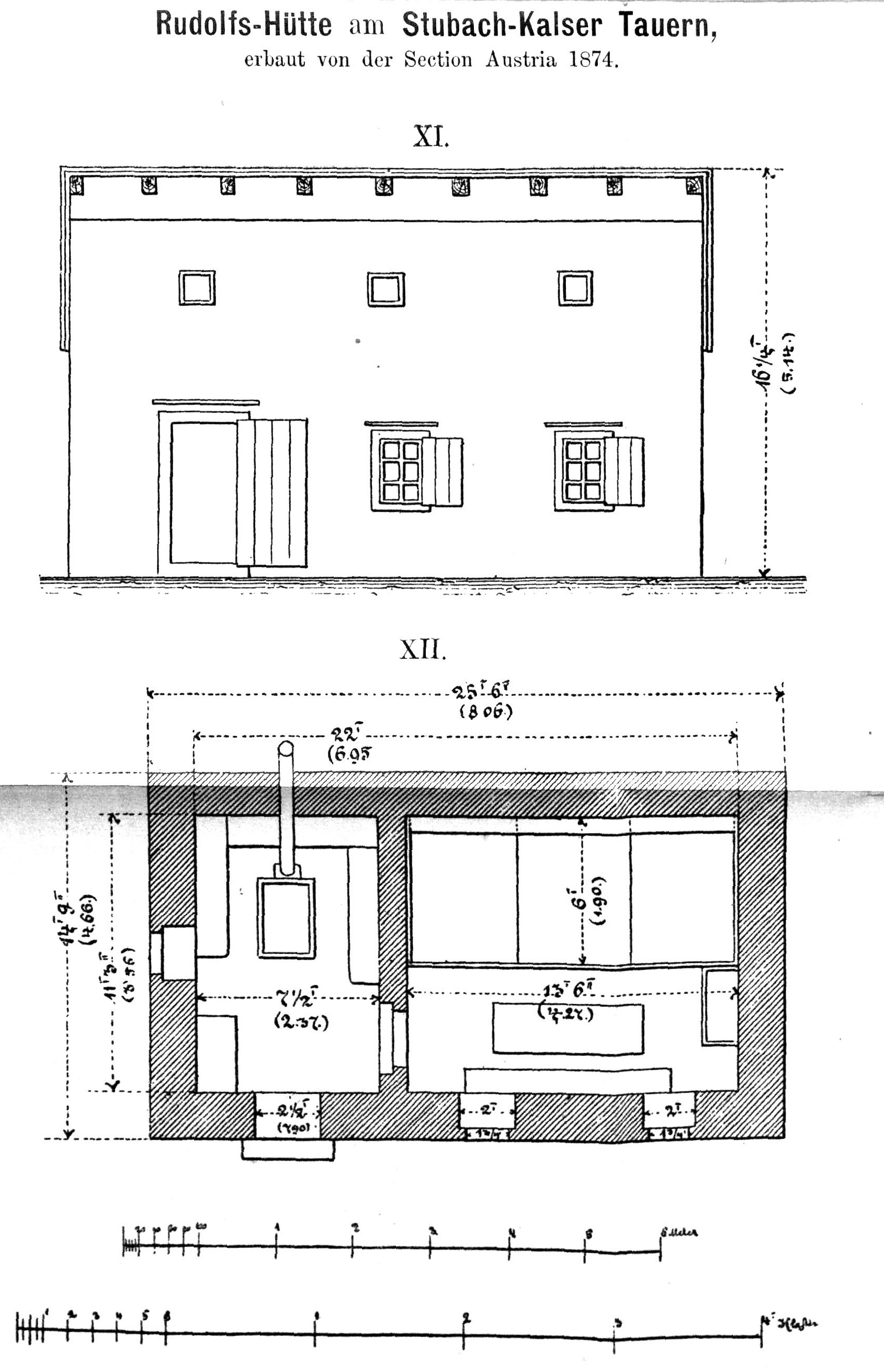
Rzut pierwszego schroniska (1877)